# Luana Paesani
Luana Paesani (Roma, 23 aprile 1970) è una fumettista e illustratrice italiana.

## Biografia
Si iscrive nel 1984 alla Scuola del Fumetto di Milano ed esordisce nel 1987 come illustratrice realizzando copertine di dischi e audiocassette per la Saar Edizioni; poi si dedica al fumetto disegnando racconti brevi per le riviste Intrepido e Il Monello della Casa Editrice Universo. Nei primi anni novanta inizia un sodalizio artistico con Fabrizio Busticchi realizzando insieme serie a fumetti della Sergio Bonelli Editore come Mister No e prosegue su altre serie dello stesso editore come Demian, Nathan Never e Saguaro.